# Darien (Connecticut)
Darien város az USA Connecticut államában, Fairfield megyében. Lakosainak száma 21 499 fő (2020. április 1.).

## Népesség
A település népességének változása:

| 2010 | 20 732 |
| 2020 | 21 499 |